# Carrère
Carrère település Franciaországban, Pyrénées-Atlantiques megyében. Lakosainak száma 217 fő (2022. január 1.). Carrère Claracq, Miossens-Lanusse, Mouhous és Sévignacq községekkel határos.

## Népesség
A település népességének változása:
| Lakosok száma | 215  | 215  | 220  | 216  | 215  | 217  | 217  | 217  | 217  |
|               | 2013 | 2015 | 2016 | 2017 | 2018 | 2019 | 2020 | 2021 | 2022 |